# Herbert Kapfer (Autor)
Herbert Kapfer (* 2. März 1954 in Ingolstadt) ist ein deutscher Autor und Herausgeber. Er war zudem Hörspielleiter im Bayerischen Rundfunk.

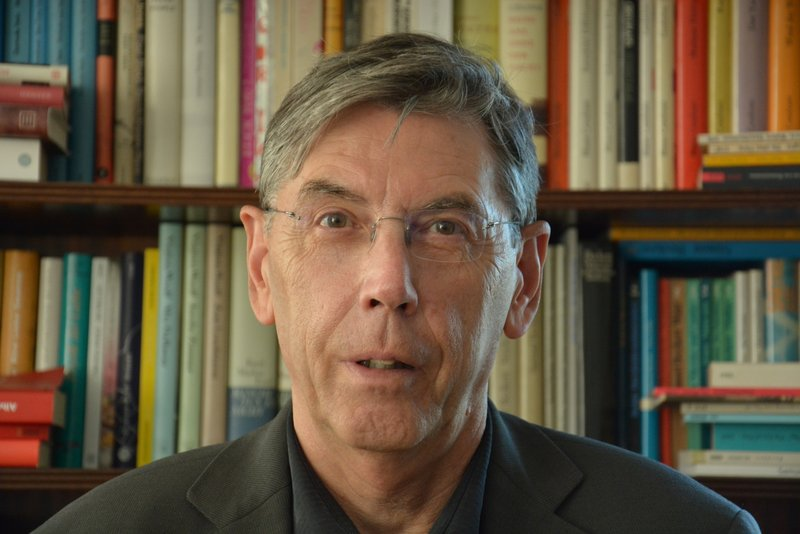
Herbert Kapfer (2016)

## Leben
Von 1972 bis 1974 absolvierte Herbert Kapfer eine journalistische Ausbildung am Münchner Presselehrinstitut. 1970 veröffentlichte er erste Gedichte und Kurzprosa in literarischen und subkulturellen Zeitschriften, ab 1971 Sendungen für öffentlich-rechtliche Radioprogramme. Er publizierte ab 1980 Hörspiele, Theaterstücke, Prosa, Essays und literarische Collagen. Er war 1978 Mitbegründer und bis 1983 Texter und Musiker der bairischen akustischen Band Dullijöh.
1988 wurde er Dramaturg der Hörspielabteilung des Bayerischen Rundfunks. Er engagierte sich in dieser Zeit als Produzent zahlreicher Pophörspiele, die vielfach ausgezeichnet wurden, und war „maßgeblich an der Entwicklung und Verfestigung“ dieses Subgenres beteiligt. In theoretischen Beiträgen zur Radiokunst setzte er sich für offene Sendeformen ein. Von 1996 bis 2017 leitete er dann die Abteilung Hörspiel und Medienkunst, die sich im Lauf der Jahre den Ruf einer herausragend „risikoresistenten Redaktion“ erwarb. Er produzierte Hörstücke, Konzerte und Performances mit Andreas Ammer, FM Einheit, Ulrike Haage, Robert Ashley, Raymond Federman, Hartmut Geerken, Art Ensemble of Chicago, Sigrid Hauff, Katharina Franck, Elfriede Jelinek, Olga Neuwirth, Herta Müller, Friederike Mayröcker u. v. a. Die Abteilung war unter Kapfers Leitung als Koproduzent an Filmen von Ulrike Ottinger, Eva Meyer, Eran Schaerf, Nicolas Humbert und Werner Penzel beteiligt. Kapfer entwickelte mit vielen Künstlerinnen und Künstlern transmediale Projekte und Ausstellungen, unter anderem das Film-Triptychon von CineNomad Three Windows. Hommage à Robert Lax.
Er war Initiator und Leiter der 1999 in Berlin und 2002 in Karlsruhe veranstalteten Festivals intermedium. Er ist Begründer der Reihe intermedium records, in der zahlreiche künstlerische Editionen erschienen sind.  Von 2012 bis 2017 war er Koordinator des Radio- und Webprojekts Die Quellen sprechen. In einer Kooperation mit der Landeshauptstadt München realisierte Michaela Melián das Gedenkprojekt und Audiokunstwerk Memory Loops.
Kapfer ist Herausgeber von Werken Richard Huelsenbecks und Mitherausgeber von Briefeditionen, u. a. zu Franz Pfemfert. Er verfasste Beiträge zu Dada, Literatur-, Zeit- und Mediengeschichte.
Seine literarischen Montagen 1919 und Utop widmeten sich Aspekten einer Gegengeschichte des zwanzigsten Jahrhunderts. Hier „greifen das erfundene und das erlebte Leben komplementär ineinander.“ Kapfer verwendete bei diesen kompositorischen, materialreichen Arbeiten, in denen er Textfragmente mit Fotografien und Zeichnungen kombinierte, vor allem Werke vergessener Autorinnen und Autoren. Er ermutige – so eine der Kritiken zu diesen Montage-Romanen „zu einem Denken in nicht vorgezeichneten Bahnen“. Sein dritter Roman Der Planet diskreter Liebe handelt von einer sexualpolitischen Utopie nach Theorien von Charles Fourier und Françoise d’Eaubonne. Kritiken bezeichneten die Erzählweise als "sprachlich zurückhaltend, zart, ja zärtlich", oder als "Körperballett" der beiden Protagonisten des Buches, mit dem "Austarieren von Ideen und Machtverhältnissen auf einer erstaunlichen Komplexitätsebene." Die "Beschreibungen der vollkommenen Unterwerfung" seien "literarisch mutig" und ließen "die Lusterfahrungen bildhaft werden." Eine Kritikerin merkt an: "Lieber lässt man sich einsinken in die dicke theoretische Polsterung, die die Figuren und ihre Handlungen umgibt." "Herbert Kapfer ist ein brillanter Wirrkopf", urteilt eine Rezensentin. "Meisterlich" beschreibe er "die erotischen Annäherungsversuche" in dem "veritablen Roman".

## Werke (Auswahl)
Als Autor
- unta oba sau. bairische gedichte. Friedl Brehm, Feldafing 1973.
- Sammeltransport. Stücke. Friedl Brehm, Feldafing 1982, ISBN 3-921763-77-0.
- Umsturz in München. Schriftsteller erzählen die Räterepublik. (Mit Carl-Ludwig Reichert). Weismann, München 1988, ISBN 3-88897-032-6.
- Verborgene Chronik 1914. (Mit Lisbeth Exner). Galiani, Berlin 2014, ISBN 978-3-86971-086-0.
- Verborgene Chronik 1915–1918. (Mit Lisbeth Exner). Galiani, Berlin 2017, ISBN 978-3-86971-090-7.
- sounds like hörspiel 1989–2017. Belleville, München 2017, ISBN 978-3-946875-20-8.
- 1919. Fiktion. Verlag Antje Kunstmann, München 2019, ISBN 978-3-95614-283-3.[16]
- Utop. Roman. Verlag Antje Kunstmann, München 2021, ISBN 978-3-95614-455-4.
- Der Planet diskreter Liebe. Roman. Verlag Antje Kunstmann. München 2025, ISBN 978-3-95614-623-7.

Als Herausgeber
- Richard Huelsenbeck: Verwandlungen. Anabas, Giessen 1992, ISBN 3-87038-242-2.
- Richard Huelsenbeck: Azteken oder die Knallbude. Eine militärische Novelle. Anabas, Giessen 1992, ISBN 3-87038-243-0.
- Hans Arp, George Grosz, Richard Huelsenbeck: Phantastische Gebete. (Reprints von 1916 und 1920). Anabas, Giessen 1993, ISBN 3-87038-255-4.
- Richard Huelsenbeck: Wozu Dada. Texte 1916–1936. Anabas, Giessen 1994, ISBN 3-87038-264-3.
- Weltdada Huelsenbeck. Eine Biografie in Briefen und Bildern. (Mit Lisbeth Exner). Haymon, Innsbruck 1996, ISBN 3-85218-211-5.
- Vom Sendespiel zur Medienkunst. Die Geschichte des Hörspiels im Bayerischen Rundfunk. Gesamtverzeichnis 1949–1999. Belleville, München 1999, ISBN 3-923646-97-6.
- Pfemfert. Erinnerungen und Abrechnungen. Texte und Briefe. (Mit Lisbeth Exner). Belleville, München 1999, ISBN 3-923646-35-6.
- intermedium 2. Identitäten im 21. Jahrhundert. (Mit Peter Weibel). BR / ZKM, Belleville, München 2002, ISBN 3-934847-02-1.
- Robert Musil: Der Mann ohne Eigenschaften. Remix. (Mit Katarina Agathos). Belleville, Hörverlag, München 2004, ISBN 3-89940-416-5.
- Intermedialität und offene Form. Hörspiel und Medienkunst im BR. Gesamtverzeichnis 1996-2005. (Mit Katarina Agathos, Barbara Schäfer). Belleville 2006, ISBN 3-936298-47-5.
- what if? Zukunftsbilder der Informationsgesellschaft. (Mit Stefan Iglhaut, Florian Rötzer). Heise, Hannover 2007, ISBN 978-3-936931-46-4.
- Hörspiel. Autorengespräche und Porträts. (Mit Katarina Agathos). Belleville, München 2009, ISBN 978-3936298-68-0.
- Richard Huelsenbeck: Dada-Logik 1913–1972. Belleville, München 2012, ISBN 978-3-943157-05-5.

- Eran Schaerf: Frequenzmoduliertes Szenario. (Mit Joerg Franzbecker). intermedium / Belleville, München 2015, ISBN 978-3943157-61-1.

Hörspiele
- Das Dach über dem Kopf. BR 1980.
- Weg vom Fenster. BR 1982.
- Beat. (Mit Karl Bruckmaier, Carl-Ludwig Reichert). BR 1989.
- eurohymne. (Mit Ulrich Bassenge). BR 1990.
- kennen sie mich herren. eine werkstattsendung zu ernst jandl und ernst kölz. (Mit Mira Alexandra Schnoor). BR 1990.
- Harte Schnitte, ungezähmte Worte, Stimmen hört jeder. (BR 1991).
- dr. huelsenbecks mentale heilmethode. (Mit Regina Moths, Peter Blegvad, John Greaves). Rough Trade Rec. 1992.
- Abrechnung in Mexico-City. Franz Pfemfert im Exil. BR 1999.
- Medien-Meditation. BR 2004.
- Der Privatroman 'Neid'. 36 Antworten von Elfriede Jelinek auf Fragen von Herbert Kapfer. (Mit Elfriede Jelinek). BR 2011.[17]
- Weiter in die Nacht. Terminkalender 1937–1939. Textcollage nach Hannah Höch. Komposition und Realisation: Helga Pogatschar. BR 2014.

Hörbuch-Editionen
- Arno Schmidt: Nobodaddy's Kinder. (Hörspielbearbeitung mit Klaus Buhlert). Der Hörverlag, München 1997, ISBN 978-3-89584-572-7.
- Alles Lalula. Songs und Poeme 1920–2002. (Hrsg. mit Wolfgang Hörner). Eichborn, Frankfurt am Main 2003, ISBN 3-8218-5241-0.
- wake up. re: lax. readings, remixes, soundtracks, video. (Hrsg. mit Katarina Agathos). intermedium records 2003, ISBN 3-934847-75-7.
- Rolf Dieter Brinkmann: Wörter Sex Schnitt. Originalton-Aufnahmen 1973. (Hrsg. mit Katarina Agathos). intermedium records 2005, ISBN 3-943157-23-7.
- der künstler als junger hund. peter weibel tribute album. (Hrsg. mit Margit Rosen). intermedium records 2009, ISBN 978-3-939444-72-5.
- intermedium records. (Hrsg. von 2000 bis 2018, ab 2007 mit Katarina Agathos). CD-/DVD-Reihe mit Werken von und über Ammer, Ball, Beckett, Claus, Console, Goetz, Farin, Harlan, Jandl, Jeck, Jelinek, Karmakar, Kubin, Kandinsky, Kluge, Latour, Lentz, Meinecke, Melián, Moufang, Metzger, Wolfgang Müller, Roth, Riedl, Ruttmann, Schlamminger, Witzel, Ror Wolf.

## Preise und Auszeichnungen

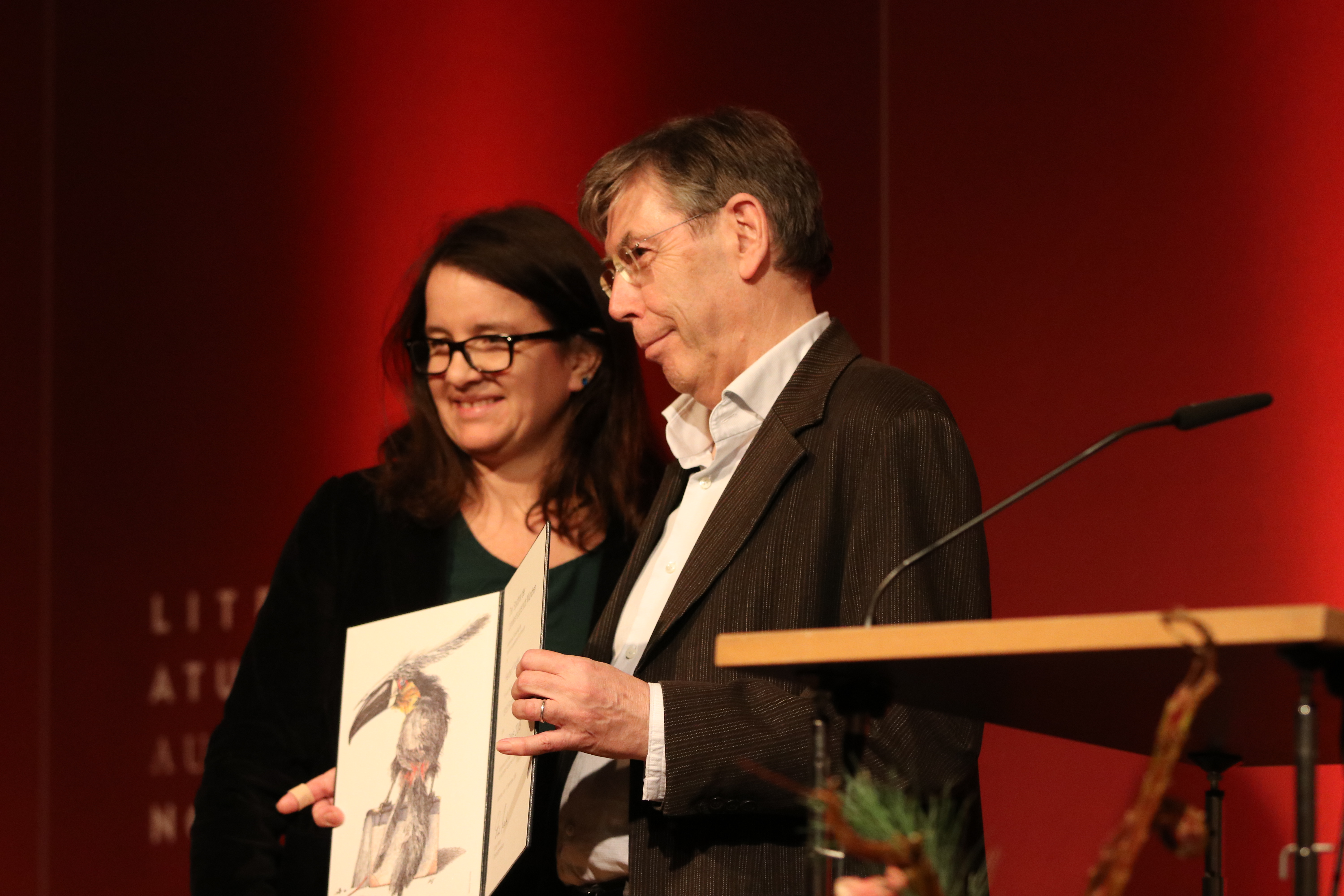
Tukan-Preis 2019

- 1983: Schiller-Gedächtnispreis / Fördergabe des Landes Baden-Württemberg. An Herbert Kapfer für Zacherls Brot und Frieden. Volksstück. Uraufführung: Stadttheater Heidelberg, 19. April 1984.
- 1985: Kunstförderpreis der Stadt Ingolstadt
- 1987: Stipendium Münchner Literaturjahr
- 1990: Civis Preis für eurohymne. Hörspiel. (Mit Ulrich Bassenge), BR 1990.
- 2005: Deutscher Hörbuchpreis in der Kategorie „Best of All“ für Robert Musil: Der Mann ohne Eigenschaften. Remix.[18] Konzeption und Skript: Katarina Agathos und Herbert Kapfer.
- 2014: Preis der deutschen Schallplattenkritik. Jahrespreis. Für Lisbeth Exner und Herbert Kapfer, Verborgene Chronik 1914.[19] Gelesen von Meike Droste und Wolfgang Condrus, Regie: Ulrich Gerhardt. 6 CDs, Der Hörverlag, ISBN 978-3-8445-1571-8.
- 2016: Deutscher Hörbuchpreis in der Kategorie „Beste verlegerische Leistung“ für Die Quellen sprechen. Die Verfolgung und Ermordung der europäischen Juden durch das nationalsozialistische Deutschland 1933–1945.[20]
- 2018: Wilhelm Hausenstein-Ehrung der Bayerischen Akademie der Schönen Künste "für Verdienste um kulturelle Vermittlung".
- 2019: Tukan-Preis der Landeshauptstadt München für 1919. Fiktion (Verlag Antje Kunstmann).